# 東京都道・千葉県道10号東京浦安線

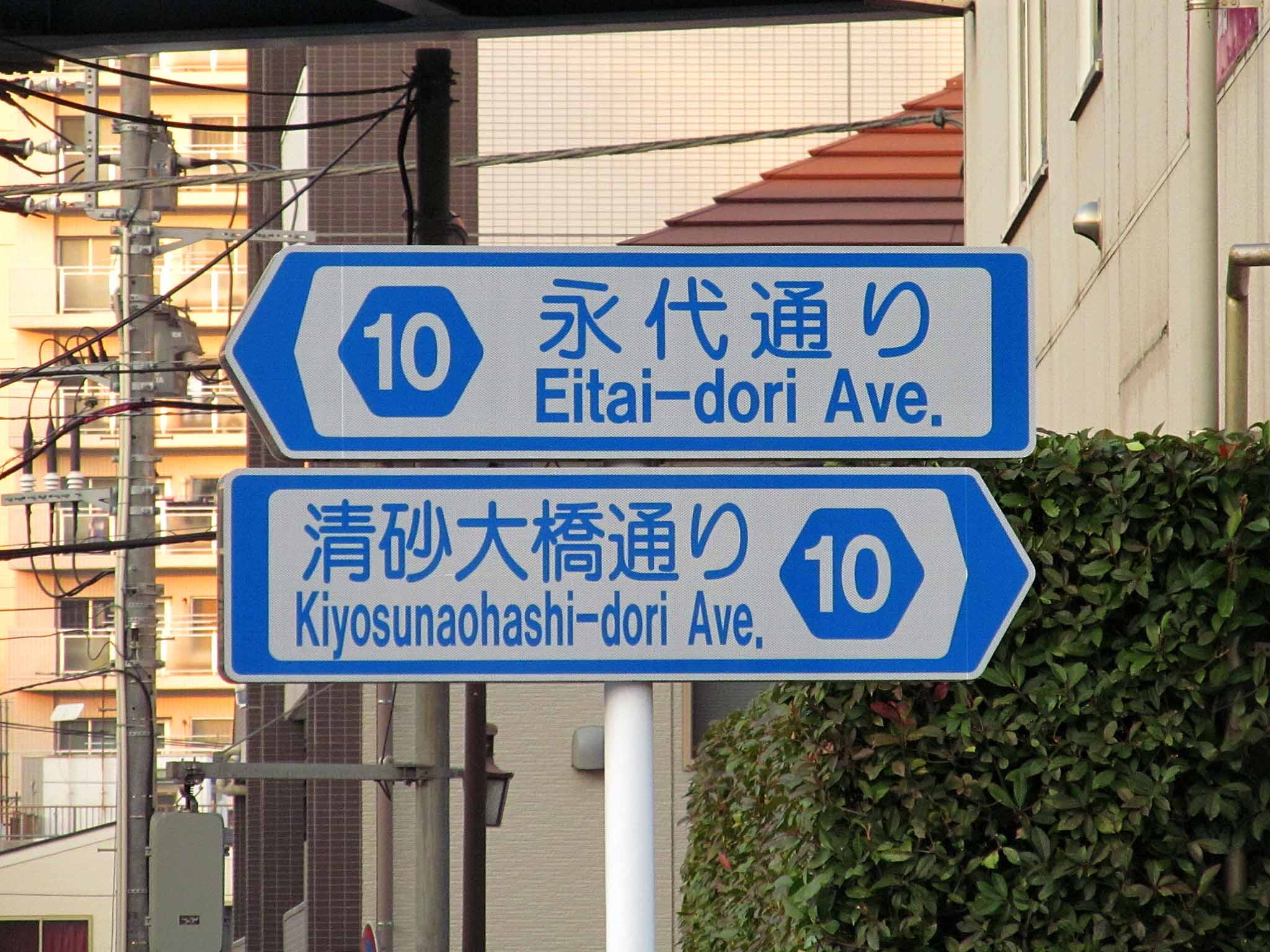
清砂大橋支線の清砂大橋西詰交差点を境に東西で通称が変わる。西が永代通り、東が清砂大橋通り。

東京都道・千葉県道10号東京浦安線（とうきょうとどう・ちばけんどう10ごう とうきょううらやすせん）とは、東京都中央区日本橋と千葉県浦安市を結ぶ主要地方道である。本線の日本橋交差点から日曹橋交差点までと支線の日曹橋交差点から清新一中北交差点までは東京都市計画道路幹線街路放射第16号線の一部である。
東京メトロ東西線が日本橋駅 - 浦安駅間で並行し、日本橋駅 - 南砂町駅間では地下を走っている。

## 概要
- 起点：東京都中央区（日本橋交差点）
- 終点：千葉県浦安市（浦安駅前交差点）
- 路線延長
  - 東京都区間 16,825 m（実延長、2013年4月1日現在）[1]
  - 千葉県区間 469 m（実延長、2011年4月1日現在）[2]
- Google マップ

### 支線
旧葛西橋支線
- 起点：南砂四丁目交差点
- 終点：旧葛西橋
- Google マップ

清砂大橋支線
2004年（平成16年）3月28日の清砂大橋開通に伴い追加指定。
- 起点：日曹橋交差点
- 終点：清新一中北交差点
- Google マップ

## 路線状況

### 通称

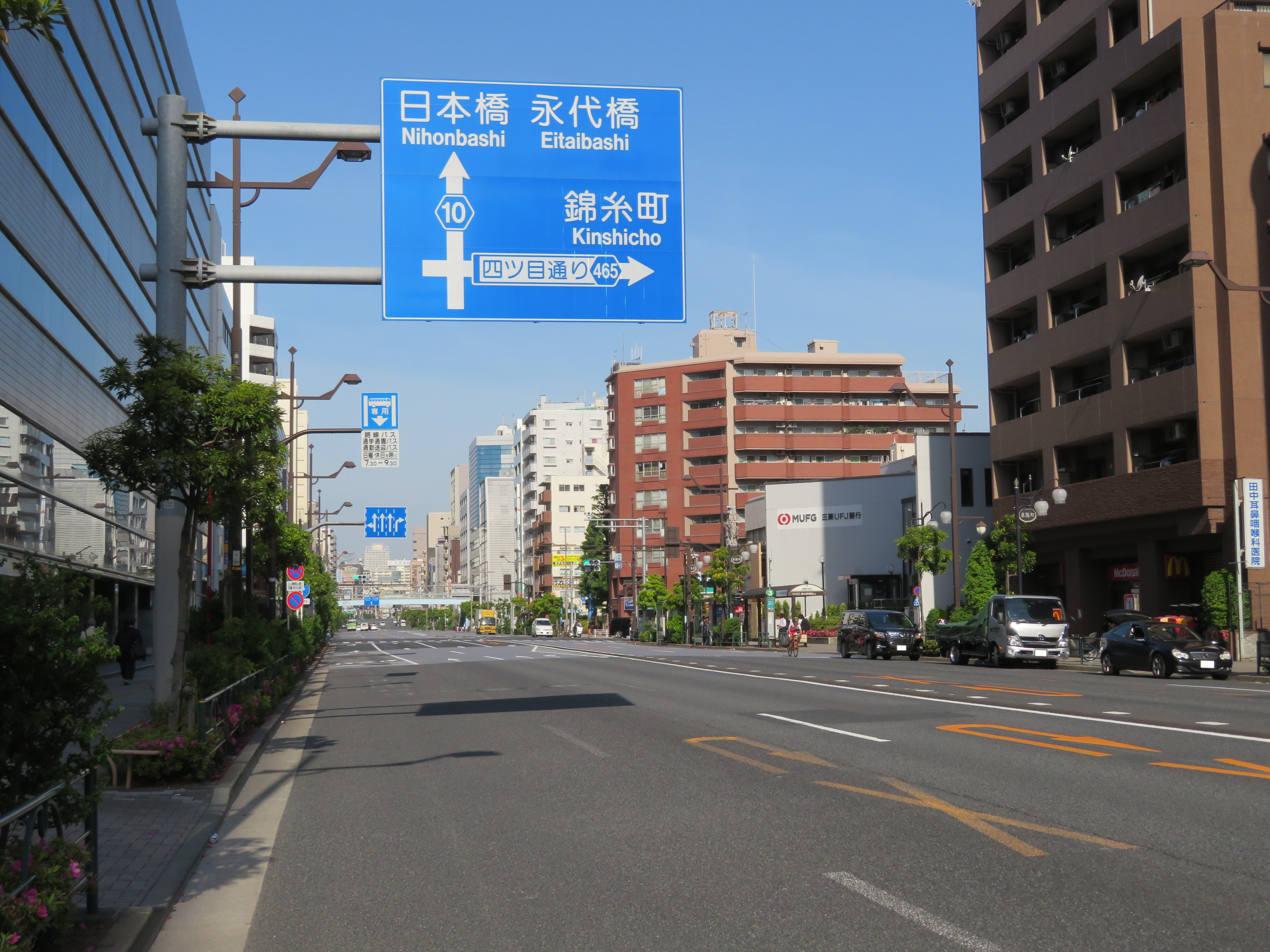
永代通り　江東区東陽町駅付近

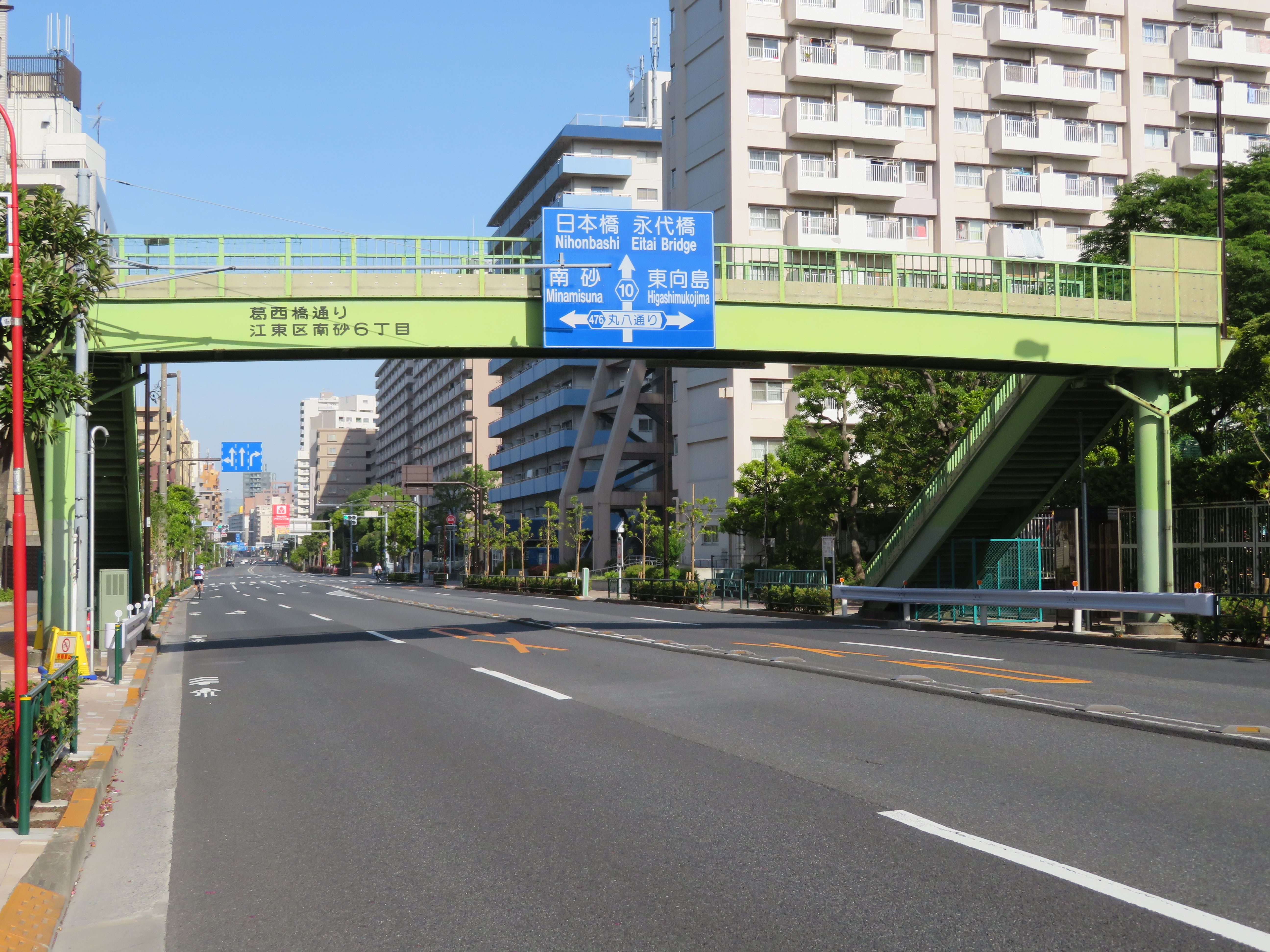
葛西橋通り　江東区南砂6丁目付近

- 永代通り : 日本橋交差点 - 日曹橋交差点 - 清砂大橋西詰交差点
- 明治通り : 日曹橋交差点 - 南砂四丁目交差点 - 境川交差点
- 葛西橋通り : 南砂四丁目交差点 - 浦安駅前交差点
- 清洲橋通り : 境川交差点 - 旧葛西橋
- 清砂大橋通り : 清砂大橋西詰交差点 - 清新一中北交差点

### 道路施設

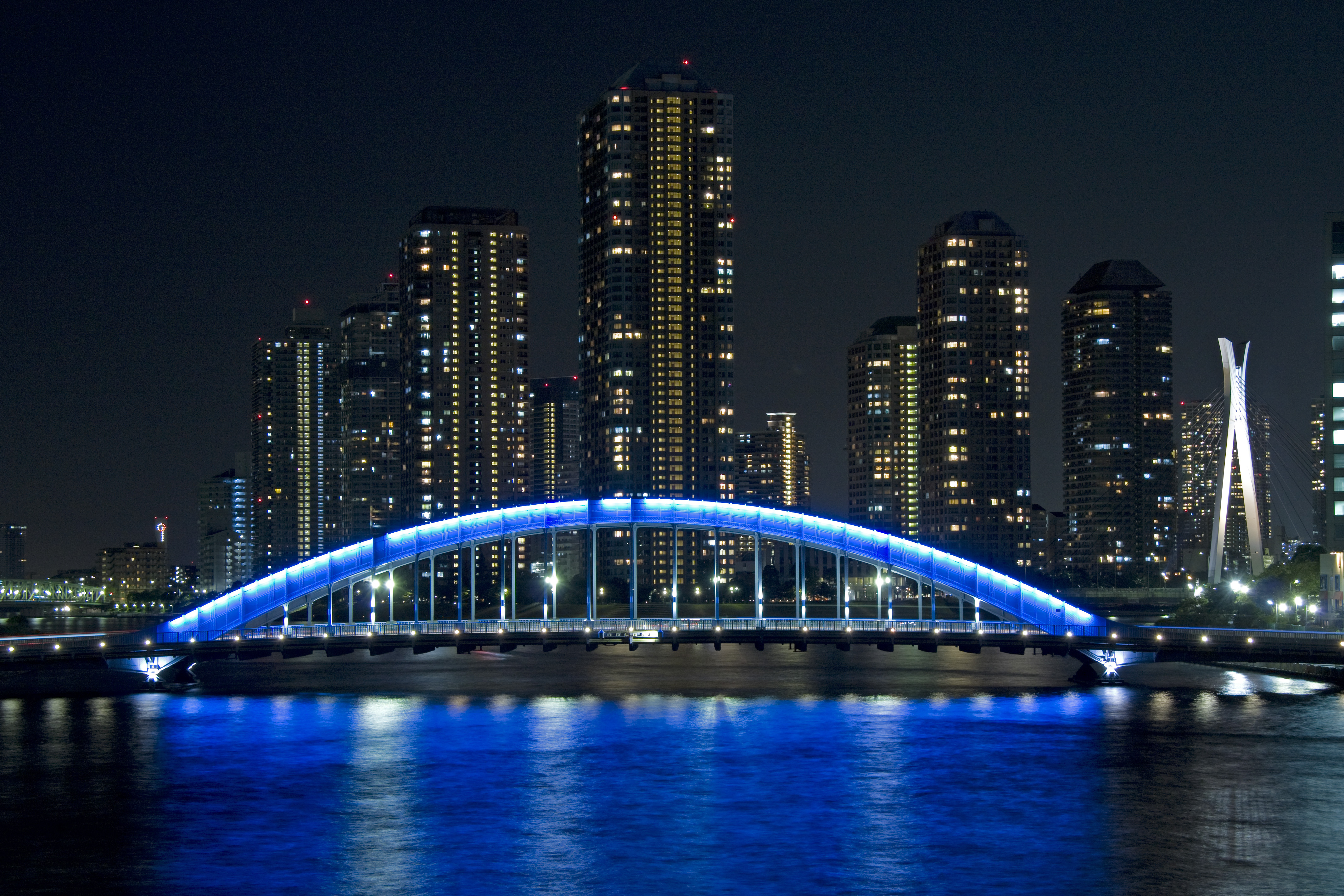
永代橋

- 永代橋（隅田川、東京都中央区 - 江東区）
- 葛西橋（荒川、東京都江東区 - 江戸川区）※現道
- 清砂大橋（荒川、東京都江東区 - 江戸川区）※バイパス
- 浦安橋 （旧江戸川、東京都江戸川区 - 千葉県浦安市）

## 地理

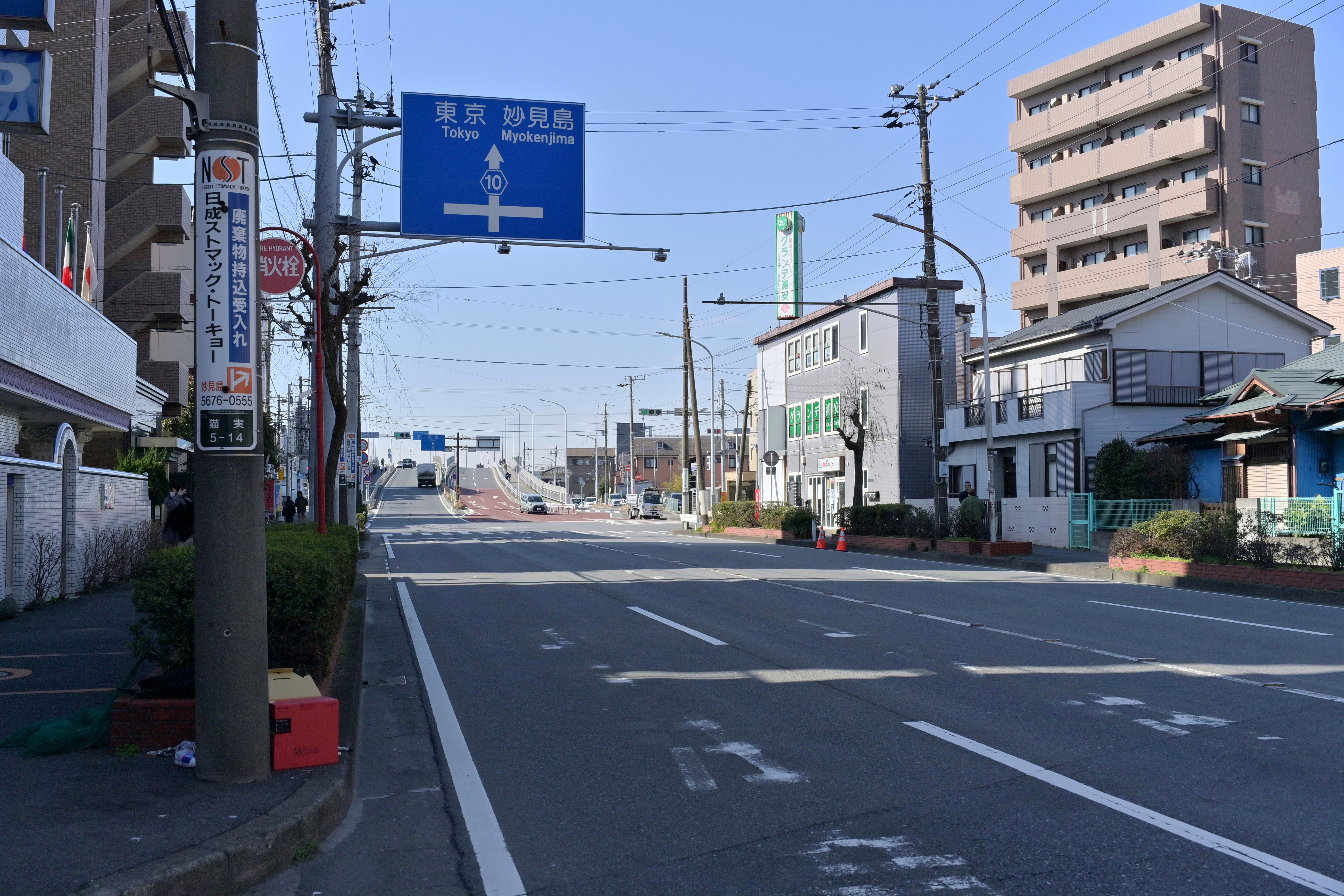
千葉県道10号東京浦安線
浦安市猫実五丁目（2023年2月）

### 通過する自治体
- 東京都
  - 中央区 - 江東区 - 江戸川区
- 千葉県
  - 浦安市

### 交差する道路
| 交差する道路                                                    | 交差する道路                                                    | 交差点名     | 所在地 | 所在地   |
| --------------------------------------------------------------- | --------------------------------------------------------------- | ------------ | ------ | -------- |
| 国道1号・国道20号（永代通り）大手町・五反田・新宿方面           |                                                                 |              |        |          |
| 国道1号・国道15号・国道20号（中央通り）                         | 国道1号・国道15号・国道20号（中央通り）                         | 日本橋       | 東京都 | 中央区   |
| 東京都道316号日本橋芝浦大森線（昭和通り）                       | 東京都道316号日本橋芝浦大森線（昭和通り）                       | 江戸橋一丁目 | 東京都 | 中央区   |
| 東京都道50号東京市川線（新大橋通り）                            | 東京都道50号東京市川線（新大橋通り）                            | 茅場町一丁目 | 東京都 | 中央区   |
| （鍛冶橋通り）                                                  |                                                                 | 永代橋西     | 東京都 | 中央区   |
|                                                                 | 東京都道475号永代葛西橋線（葛西橋通り）                         | 永代二丁目   | 東京都 | 江東区   |
| 東京都道463号上野月島線（清澄通り）                             | 東京都道463号上野月島線（清澄通り）                             | 門前仲町     | 東京都 | 江東区   |
| 東京都道319号環状三号線（三ツ目通り）                           | 東京都道319号環状三号線（三ツ目通り）                           | 木場五丁目   | 東京都 | 江東区   |
|                                                                 | 東京都道465号深川吾嬬町線（四ツ目通り）                         | 東陽町駅前   | 東京都 | 江東区   |
| 東京都道306号王子千住夢の島線（明治通り）本線 支線 （永代通り） | 東京都道306号王子千住夢の島線（明治通り）本線 支線 （永代通り） | 日曹橋       | 東京都 | 江東区   |
| 東京都道475号永代葛西橋線（葛西橋通り）                         | 本線                                                            | 南砂四丁目   | 東京都 | 江東区   |
| 支線・東京都道306号王子千住夢の島線（明治通り）                 |                                                                 | 南砂四丁目   | 東京都 | 江東区   |
| 東京都道476号南砂町吾嬬町線（丸八通り）                         | 東京都道476号南砂町吾嬬町線（丸八通り）                         | 南砂五丁目   | 東京都 | 江東区   |
| （神明通り）                                                    | （四十町通り）                                                  |              | 東京都 | 江東区   |
| 東京都道477号亀戸葛西橋線                                       |                                                                 |              | 東京都 | 江東区   |
| 東京都道449号新荒川堤防線                                       |                                                                 |              | 東京都 | 江東区   |
| 東京都道450号新荒川葛西堤防線                                   | 東京都道450号新荒川葛西堤防線                                   |              | 東京都 | 江戸川区 |
| 東京都道308号千住小松川葛西沖線（船堀街道）                     | 東京都道308号千住小松川葛西沖線（船堀街道）                     | 葛西橋東詰   | 東京都 | 江戸川区 |
| （葛西中央通り）                                                |                                                                 |              | 東京都 | 江戸川区 |
| 東京都道318号環状七号線（環七通り）                             | 東京都道318号環状七号線（環七通り）                             | 長島町       | 東京都 | 江戸川区 |
| 東京都道450号新荒川葛西堤防線                                   | 東京都道450号新荒川葛西堤防線                                   | 浦安橋       | 東京都 | 江戸川区 |
| （宮前通り）                                                    | 千葉県道6号市川浦安線                                           | 浦安駅前     | 千葉県 | 浦安市   |
| 千葉県道242号浦安停車場線                                       |                                                                 |              |        |          |

旧葛西橋支線
| 交差する道路                                                      | 交差する道路                            | 交差点名   | 所在地 | 所在地 |
| ----------------------------------------------------------------- | --------------------------------------- | ---------- | ------ | ------ |
| 本線・東京都道306号王子千住夢の島線（明治通り）大手町・夢の島方面 |                                         |            |        |        |
| 東京都道475号永代葛西橋線（葛西橋通り）                           | 本線（葛西橋通り）                      | 南砂四丁目 | 東京都 | 江東区 |
| 東京都道474号浜町北砂町線（清洲橋通り）                           | （屈折）                                | 境川       | 東京都 | 江東区 |
| 東京都道306号王子千住夢の島線（明治通り）亀戸・王子方面           |                                         | 境川       | 東京都 | 江東区 |
| 東京都道476号南砂町吾嬬町線（丸八通り）                           | 東京都道476号南砂町吾嬬町線（丸八通り） | 亀高橋     | 東京都 | 江東区 |
|                                                                   | （神明通り）                            | 旧葛西橋   | 東京都 | 江東区 |

清砂大橋支線
| 交差する道路                                                              | 交差する道路                                                              | 交差点名     | 所在地 | 所在地   |
| ------------------------------------------------------------------------- | ------------------------------------------------------------------------- | ------------ | ------ | -------- |
| 本線 （永代通り）                                                         |                                                                           |              |        |          |
| 東京都道306号王子千住夢の島線（明治通り）                                 | 東京都道306号王子千住夢の島線（明治通り）                                 | 日曹橋       | 東京都 | 江東区   |
|                                                                           | 東京都道476号南砂町吾嬬町線（丸八通り）                                   | 南砂町駅入口 | 東京都 | 江東区   |
| 東京都道308号千住小松川葛西沖線（船堀街道） 東京都道450号新荒川葛西堤防線 | 東京都道308号千住小松川葛西沖線（船堀街道） 東京都道450号新荒川葛西堤防線 | 清新一中北   | 東京都 | 江戸川区 |
| 東京都道450号新荒川葛西堤防線（清砂大橋通り）                             |                                                                           |              |        |          |

### 重複区間
- 東京都道306号王子千住夢の島線 : 日曹橋交差点 - 南砂四丁目交差点 - 境川交差点
- 東京都道475号永代葛西橋線 : 南砂四丁目交差点 - 葛西橋